# Върлан (община Девол)
 Тази статия е за селото в Албания.  За селото в Гърция вижте Върлан.  
Върлан или Върлани (на албански: Përparimaj, старо Vërlen) е село в Албания, част от община Девол, област Корча.

## География
Селото е разположено източно от град Корча и югозападно от Билища в източните склонове на планината Морава.

## История
В XV век във Върлани са отбелязани поименно 68 глави на домакинства.
На Етнографската карта на Битолския вилает на Картографския институт в София от 1901 година Верилен е чисто албанско мюсюлманско село в Корчанската каза на Корчанския санджак с 80 къщи.
До 2015 година селото е част от община Хочища.